# Hemiphacidiaceae
Hemiphacidiaceae es una familia de hongos en el orden Helotiales. Si bien el género tipo originalmente era  Hemiphacidium, ha sido renombrado como Sarcotrochila.  La familia contiene 26 especies distribuidas en regiones templadas del norte.